# حنظلة التميمي
حَنْظَلَة التّمِيمي هو حنظلة بن مالك بن زيد مناة بن تميم بن مر، جد جاهلي ينسب إليه خلقٌ من الصحابة، والأمراء، والمحدثين، وغيرهم من الأعلام في مجالات شتى. وهو جد قبائل بني حنظلة التميمية.
لا يجوز قول انه جاهلي لأن في ذلك أمر من رسول الله انه اخونا فقال لا تذكروه الا بخير فأنه مسلم مؤمن 
روي عن ابن عباس (مات تميم بن مر وأسد بن خزيمة وضبة بن أد على الإسلام فلا تذكروهم إلا بما يذكر به المسلمون). 

## أولاده
كان لحنظلة بن مالك التميمي ثمانية أولاد من عدة زوجات وهم:
- مالك بن حنظلة
- يربوع بن حنظلة
- وربيعة بن حنظلة
- وعمرو بن حنظلة
- وقيس بن حنظلة
- مرة بن حنظلة
- غالب بن حنظلة
- وكلفة بن حنظلة